# کولونیا دل ساکرامنتو
کولونیا دل ساکرامنتو (به اسپانیایی: Colonia del Sacramento) شهری در کشور اروگوئه، استان کولونیا است که جمعیت آن در سرشماری سال ۲۰۰۴ میلادی ۲۱٬۷۱۴ نفر بوده‌است.

## نگارخانه

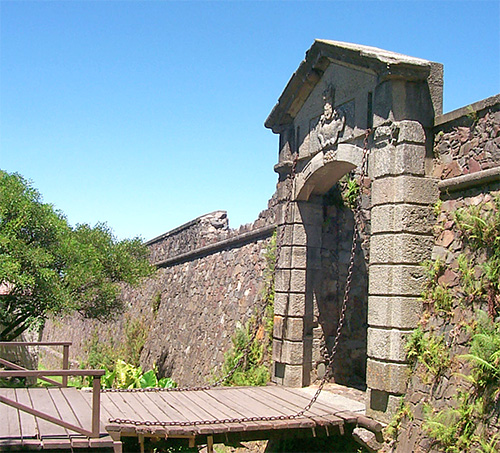
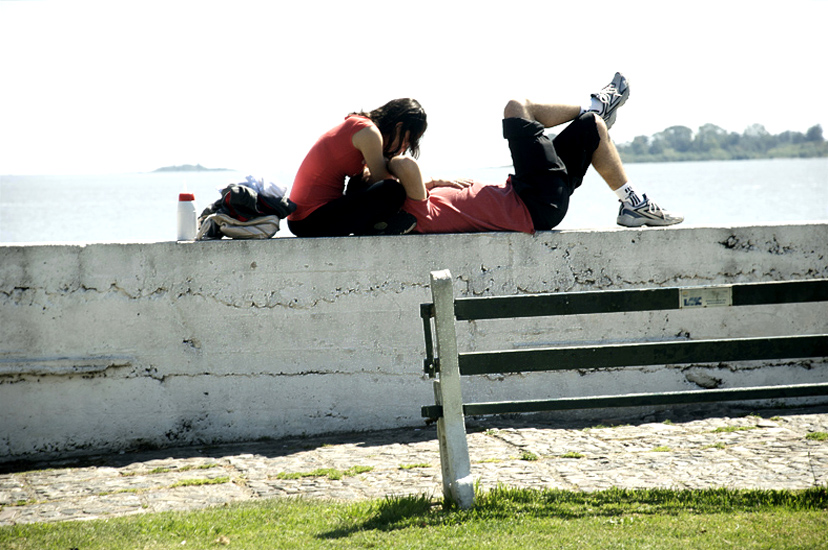